# Салтиково (Калузька область)
Салтиково (рос. Салтыково) — присілок в Таруському районі Калузької області Російської Федерації.
Населення становить 28 осіб. Входить до складу муніципального утворення Село Волковське.

## Історія
Від 2004 року входить до складу муніципального утворення Село Волковське

## Населення
| 2002 | 2010 |
| ---- | ---- |
| 26   | ↗28  |